# 서울 서남부 연쇄살인 사건
서울 서남부 연쇄 살인사건(-西南部連鎖殺人事件)은 첫 사건 발생일인 2004년 1월 14일부터 2006년 4월까지 서울특별시 관악구, 구로구, 동작구, 영등포구 등 서울특별시 서남부 일대를 중심으로 일어난 살인사건이다. 총 33건의 사건이 발생하여 13명이 사망하고 20명이 부상을 입었다.

## 수사 일지 기록
1. 2004년 1월 14일 - 오후 9시 30분경 경기도 부천시 원미구 소사동 놀이터에서 놀던 윤모군(남 13세)과 임모군(남 12세)을 칼로 위협해 근처 춘덕산으로 데려가 성추행 후 스카프 등으로 목을 졸라 살해했다.
2. 2004년 1월 30일 - 오전 3시경 서울 구로구 구로3동 한 빌라에서 귀가중이던 원모씨(여 44세) 상해 살인미수.
3. 2004년 2월 6일 - 오후 7시 10분경 서울 동대문구 이문동에서 골목길 지나던 전모씨(여 24세) 살해.
4. 2004년 2월 10일 - 오전 6시경 경기도 군포시 산본동에서 우유배달을 하던 손모씨(여 26세)를 둔기로 내려치면서 살해.
5. 2004년 2월 13일 - 오전 6시 30분경 서울 영등포구 신길5동 집 앞에서 피해자 서모씨(여 26세)를 흉기를 찔렀으나 상해 단순 살인미수.
6. 2004년 2월 25일 - 오전 1시경 서울 영등포구 신길2동 집 현관 앞에서 딸 2명과 귀가하던 피해자 홍모씨(여 29세) 살인미수.
7. 2004년 2월 26일 - 오전 6시 20분경 서울 관악구 신림4동에서 신사시장 골목길에서 출근하는 여고생 박모 양(여 17세)이 할머니를 배웅하고 돌아오던 중 골목길에서 갑자기 나온 괴한에게 칼로 10여차례 찔려 중상을 입혔다.
8. 2004년 4월 8일 - 오전 2시 30분경 서울 영등포구 신길4동 귀가중이던 피해자 정모씨(여 25세) 살인미수.
9. 2004년 4월 22일 - 오전 3시경 서울 구로구 고척2동에서 여대생 김모씨(여 20세)를 따라가 자신의 집 현관에서 문에 열쇠를 꽂아둔 채 앞에서 흉기로 무참히 찔러 살해.
10. 2004년 5월 5일 - 오전 2시 30분경 서울 동대문구 휘경동에서 최모씨(여 22세)를 따라가 흉기로 수회 찔러 살인미수.
11. 2004년 5월 9일 - 오전 2시경 서울 동작구 신대방동 보라매공원 남문에서 귀가 중이던 여대생 김모씨(여 24세)를 괴한에서 습격당한 후 병원으로 후송했으나 끝내 사망.
12. 2004년 5월 13일 - 서울 영등포구 대림동에서 조선족 김모씨가 자신의 가게 뒤 화장실에서 옆구리, 가슴 등 4곳을 찔려 병원으로 후송중 사망.
13. 2004년 8월 4일 - 오전 3시경 경기도 안양시 만안구 안양6동 주택에 침입해 안모씨(남 50세)를 둔기로 내려쳐 중상을 입힘.
14. 2005년 4월 6일 - 오전 1시 30분경 경기도 안양시 만안구 안양5동 주택에 침입해 강모씨(여 71세)와 한모양(여 13세)를 둔기로 내리쳐 부상을 입히고 방화.
15. 2005년 4월 18일 - 오전 3시경 서울 금천구 시흥3동 모 빌라에 침입, 잠자고 있던 모자(46세, 12세)를 둔기로 내려쳐 중상을 입힘.
16. 2005년 5월 30일 - 새벽 4시 경기도 군포시 산본동에서 우유배달을 하던 피해자 김모씨(여 43세)를 흉기로 20차례 찔러 살해하여 피흘리면서 살해한 것으로 보임.
17. 2005년 6월 4일 - 새벽 2시 55분경 경기도 광명시 철산동의 한 주택에 침입해 김모씨(여 36세)를 둔기로 내려쳐 중상을 입혔다.
18. 2005년 10월 9일 - 오전 3시 20분경 서울 관악구 봉천11동 2층 주택 피해자 홍모씨(여 44세) 옆방에 있던 장애인인 피해자 최모씨(여 40세)를 둔기로 내려쳐 뇌경막 의혈종 등의 상해.
19. 2005년 10월 19일 - 오전 5시경 서울 관악구 봉천10동 반지하 주택에서 자고 있던 변모씨(여 26세)를 성추행 후 살해 후, 안방으로 들어가 동생 변모씨(남 23세)를 둔기로 내리쳐 중상을 입힌 뒤 불을 지르고 밖에서 젓가락을 문에 끼워 나오지 못하게 하여 중상을 입혔다.
20. 2006년 1월 14일 - 오전 4시경 서울 도봉구 창동 반지하집에 침입, 자고 있던 김모양(여 7세)을 추행, 구타하다가 김양의 아버지가 인기척에 깨어나자 도주.
21. 2006년 1월 18일 - 오전 5시경 서울 강북구 수유동 송모씨(남 48살)의 집에 침입해 둘째(여 17세)의 머리를 둔기로 내려친 후 목졸라 살해한 뒤 집에 불을 질러 첫째(여 21세), 막내(남 12살), 총 3명을 살해했다.
22. 2006년 3월 27일 - 오전 4시 50분경 서울 관악구 봉천8동 2층 2층 단독주택에 들어가 한방에 자고있던 세 자매 피해자 김모양(23세) 김모양(21세) 김모양(13세)를 성추행 후 둔기로 내려쳐 2명 살해 1명 살인 미수
23. 2006년 4월 22일 - 오전 4시 40분경 서울 영등포구 신길6동 반지하집에 들어가 피해자 김모군(남 24세)를 둔기로 내려쳤으나 저항함, 옆방에 있던 피해자 아버지와 격투 끝에 검거
24. 2006년 4월 22일 - 새벽 5시 30분 체포 중 도주
25. 2006년 4월 22일 - 아침 7시 30분 주민신고로 재 검거

## 당시 정황
이 사건이 일어난 후 경찰은 유영철이 저지른 부유층 노인 살인사건과 수법이 비슷하다고 판단 유영철을 용의자로 의심하여 수사를 했으나,부유층 살인사건과 다른점이 많아 다른 범인의 소행임이 밝혀졌으며, 당시 언론에서는 그 당시 흥행하고 있던 살인의 추억이라는 영화 제목과 연관지어 '서울판 살인의 추억'이라는 제목의 기사를 내보냈고, 사건의 3건 중 2건이 비오는 목요일 밤에 일어났다 해서 '비오는 목요일밤의 괴담'이라고 표현하기도 했다.

## 결과
그러나 이 사건은 2006년 4월 22일에 진범 정남규가 체포되면서 해결되었다. 2007년 4월 12일 범인은 최종적으로 사형이 확정되면서 서울구치소에 수감되었으나, 2009년 11월 21일 오후에 독방에서 스스로 목을 매어 자살을 기도하였고 발견 직후 급히 응급실로 후송되었으나 다음 날 새벽에 사망하였다.

## 문화
서미애의 2005년 추리 단편 소설 《반가운 살인자》는 이 사건을 소재로 하고 있다. 또한 소설을 원작으로 한 같은 제목의 영화 《반가운 살인자》가 있다.